# Philipp Otto Runge
Philipp Otto Runge (n. 23 iulie 1777 – d. 2 decembrie 1810) este un desenator și pictor german, unul din reprezentanții importanți ai Romantismului German.

## Viața și opera
S-a născut într-o familie numeroasă de constructori de ambarcațiuni din Wolgast, în Pomerania de Vest, pe atunci supusă regatului suedez. Fiind un copil bolnăvicios, lipsea adesea de la școală, umplându-și timpul cu fabricarea siluetelor taiate cu foarfecele, deprindere însușită de la mama sa și pe care a practicat-o toată viața. În 1795 își începe ucenicia în comerț la firma fratelui său Daniel în Hamburg. Din 1799 acesta l-a susținut financiar pentru studiul picturii cu maestrul Jens Juel de la Academia de Artă din Copenhaga. În 1801 s-a mutat în Dresda pentru ași continua studiile . Aici a făcut cunoștință cu Caspar David Friedrich, Ludwig Tieck, și viitoarea soție Pauline Bassenge. Tot acum a început studiul operelor lui Jakob Böhme. În 1803, visitând Weimarul, Runge îl întânlește din întâmplare pe Goethe, cu care leagă o strânsă prietenie, bazată pe interesul comun al celor doi asupra culorii și artei. Runge se însoară în 1804, mutându-se cu soția în Hamburg. Datorită instalării stării de război (asediul lui Napoleon asupra Hamburgului) se vor muta în 1805 în casa părintească din Wolgast unde vor rămâne timp de doi ani. În 1805 corespondența dintre Runge și Goethe legată de artă și culoare devine intensă. Reîntors la Hamburg în 1807, Runge și fratele său formează o companie în care va activa până la sfârșitul vieții sale. În același an a dezvoltat conceptul sferei colorate. În 1808 experimentele sale asupra culorii se intensifică, concepând discul colorat și amestecul de culoare rezultat din mișcare. Pe lângă aceasta, Runge publică povestiri și povești culese din folclorul zonei, precum “Pescarul și soția lui” și “Migdalul”, incluse mai târziu în colecția de basme a fraților Grimm. În 1809 Runge încheie lucrul la manuscrisul Farben-Kugel (Sfera culorilor), publicată un an mai târziu în Hamburg. În același an, bolnav de tuberculoză, Runge își pictează un ultim autoportret, portretele membrilor familiei și al fratelui Daniel. Al patrulea copil al său se va naște după moartea sa.
Runge a avut o gândire mistică, profund creștină, iar în opera artistică s-a străduit să exprime principiile armoniei universale prin simbolismul culorii, formei și numerelor. Cele trei culori primare (roșu, galben, albastru) le considera simboluri ale Sfintei Treimi. A compus și poezii în același spirit, plănuind ilustrarea lor în patru tablouri numite Timpurile zilei, ce urmau a fi expuse într-o clădire special contruită, urmând a fi contemplate în acompaniamentul muzicii și poeziei. Conceptul era des întânlit la romantici, ce năzuiau către o “artă totală”, în care să fuzioneze toate ramurile artei. În 1803 Runge a realizat gravuri pe format mare după desenele pregătitoare pentru aceste tablouri, devenind succese comerciale. A reușit să picteze două versiuni ale Dimineții ( aflate la muzeul Kunsthalle, Hamburg), celelalte netrecând însă de stadiul de desen. “Dimineața” a fost începutul unui nou tip de peisaj, unul al emoției religioase și artistice.

## Galerie de imagini

Die Hülsenbeckschen Kinder, 1805-1806
Dimineaţa, 1808
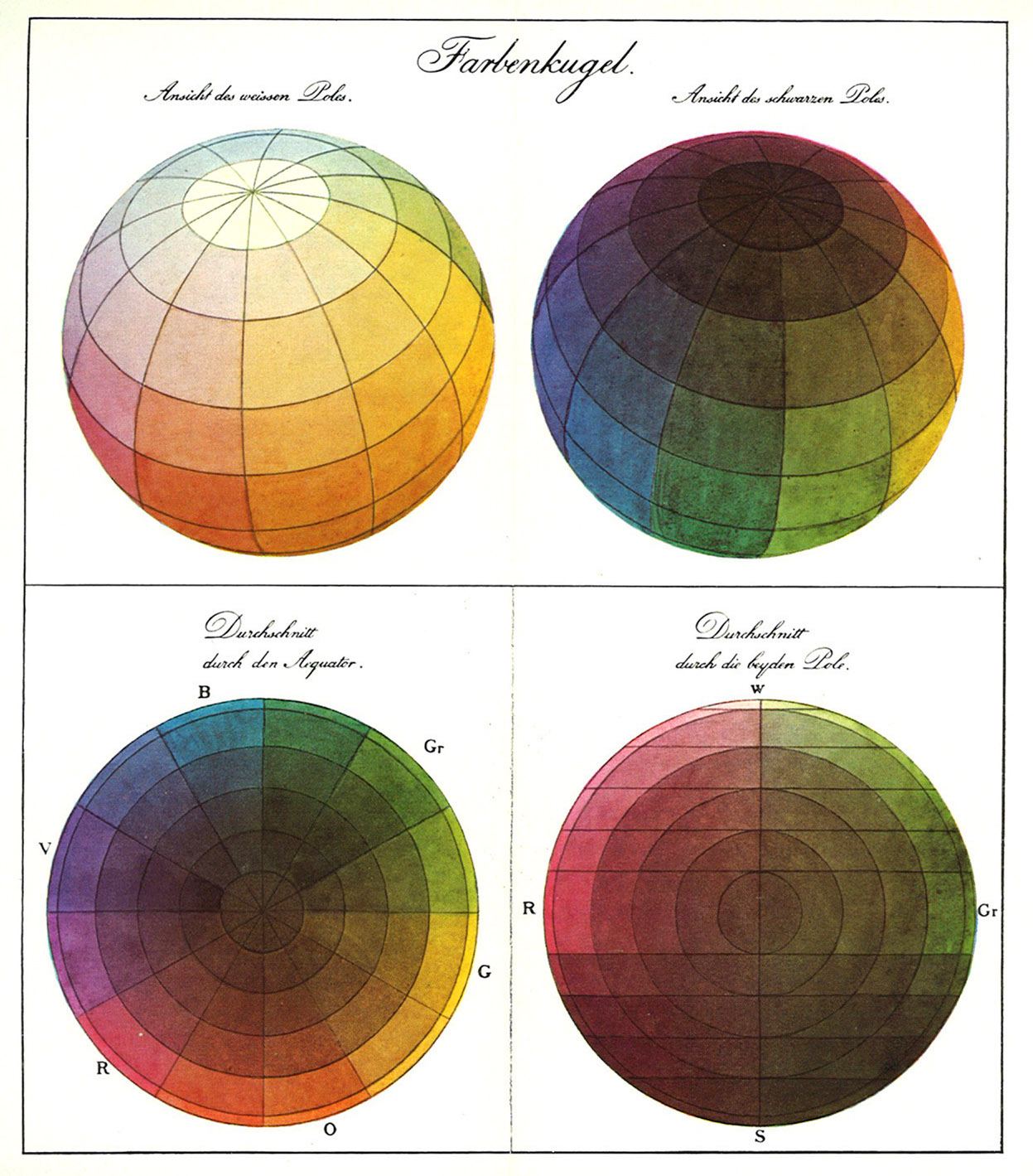
Sfera colorată, 1810
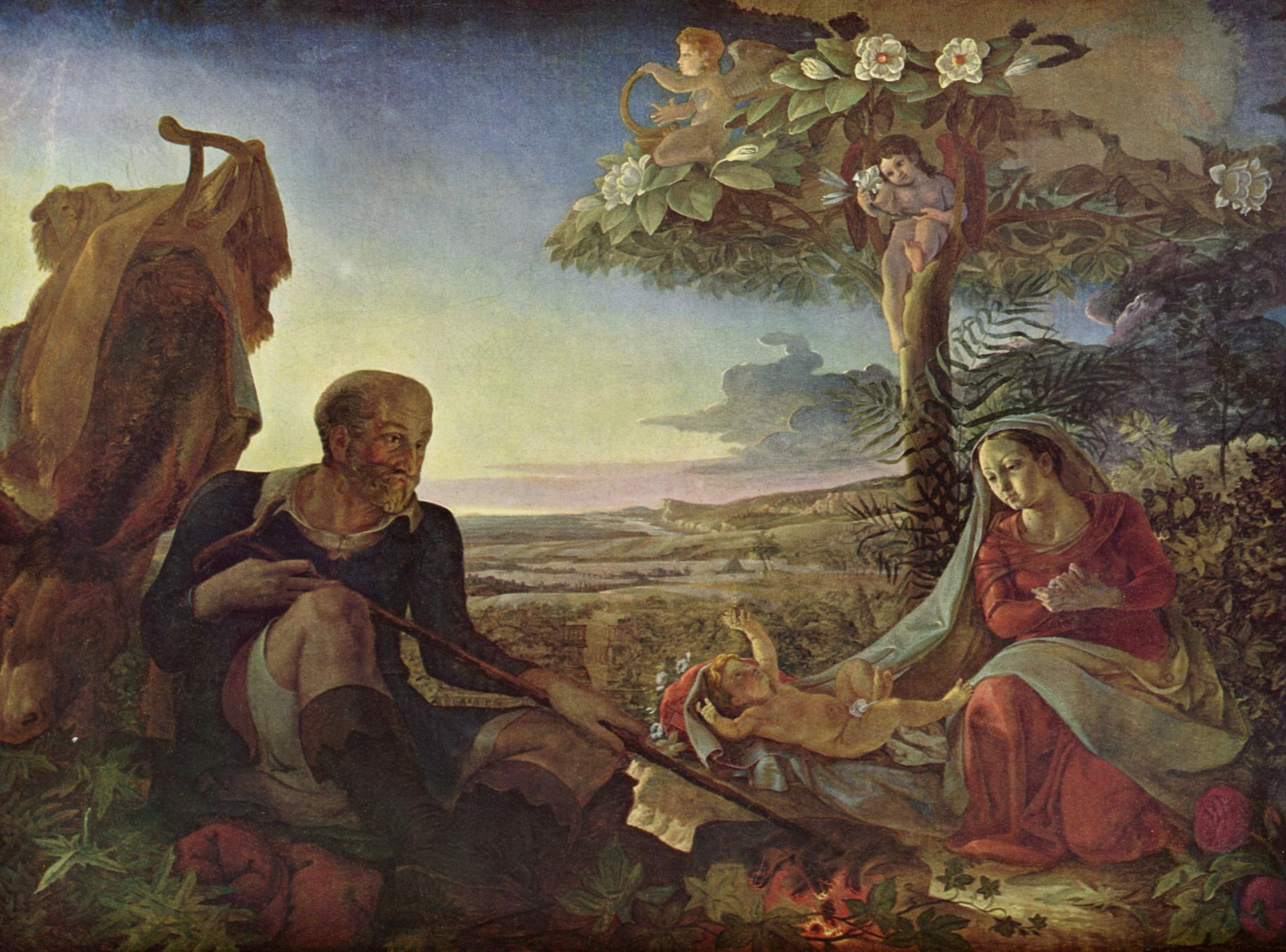